# Brest (Francia)
Brest è un comune francese di 139 456 abitanti.
Brest è una città portuale francese situata nel dipartimento di Finistère nella regione della Bretagna, sulla costa occidentale. Brest è un importante porto commerciale e il secondo porto militare francese dopo Tolone. La città si trova all'estremità occidentale della Francia continentale.

## Geografia fisica

### Territorio
La città di Brest si trova nel nord-ovest della Francia, direttamente sulla costa atlantica, o più precisamente all'interno di un'insenatura naturale, la rada. La città si estende da ovest a est e sud si trova la rada di Brest. La costa che circonda Brest forma la più grande rada d'Europa (circa 180 km²).
La città è praticamente tagliata in due parti dal fiume Penfeld, alla cui foce si trova il castello cittadino. A sud è bagnata dalla vasta rada. Sia a ovest che a nord, il mare non dista più di una ventina di chilometri. A est i principali centri sono Landerneau e Morlaix.

### Clima
Data la collocazione di Brest sull'Oceano Atlantico, il clima è per tutto l'anno molto umido e ventoso, con improvvise piogge in tutto l'anno, quindi un clima oceanico. Tecnicamente però, secondo la classificazione dei climi di Köppen, Brest fa parte della zona a clima temperato umido, con un'estate tiepida se non addirittura fresca; è classificato come Cfb.
I primati di temperatura massima e minima a Brest (in realtà al suo aeroporto) nel periodo dal 1945 al 2001 sono rispettivamente di 35,2 °C il 12 luglio 1949 e di -14 °C il 28 gennaio 1947. La temperatura media è di 10,9 °C. Le precipitazioni sono superiori a 2,5 mm in 112 giorni in un anno.
| Brest               | Mesi  | Mesi  | Mesi | Mesi | Mesi | Mesi | Mesi | Mesi | Mesi | Mesi  | Mesi  | Mesi  | Stagioni | Stagioni | Stagioni | Stagioni | Anno    |
| Brest               | Gen   | Feb   | Mar  | Apr  | Mag  | Giu  | Lug  | Ago  | Set  | Ott   | Nov   | Dic   | Inv      | Pri      | Est      | Aut      | Anno    |
| ------------------- | ----- | ----- | ---- | ---- | ---- | ---- | ---- | ---- | ---- | ----- | ----- | ----- | -------- | -------- | -------- | -------- | ------- |
| T. max. media (°C)  | 9,1   | 9,4   | 11,0 | 12,5 | 15,6 | 18,1 | 20,4 | 20,6 | 18,7 | 15,3  | 11,9  | 10,0  | 9,5      | 13,0     | 19,7     | 15,3     | 14,4    |
| T. min. media (°C)  | 4,2   | 4,2   | 5,1  | 5,8  | 8,5  | 10,8 | 12,8 | 13,0 | 11,4 | 9,3   | 6,5   | 5,2   | 4,5      | 6,5      | 12,2     | 9,1      | 8,1     |
| Precipitazioni (mm) | 138,4 | 115,8 | 97,5 | 81,8 | 72,6 | 56,4 | 50,9 | 60,4 | 89,2 | 119,1 | 121,0 | 141,6 | 395,8    | 251,9    | 167,7    | 329,3    | 1 144,7 |
| Giorni di pioggia   | 17,6  | 14,6  | 14,6 | 11,9 | 11,3 | 8,9  | 8,7  | 9,3  | 10,9 | 14,5  | 16,2  | 17,2  | 49,4     | 37,8     | 26,9     | 41,6     | 155,7   |

## Origini del nome
Il toponimo derivante dal latino è Bresta super Caprellam, dove il termine Caprellam è il termine antico con cui chiamavano il fiume Penfeld.
Vi sono diverse ipotesi sull'origine del nome; la più attendibile è che sia nato dall'unione dei termini Beg ar Rest.
Brest in francese si pronuncia [bʁɛst], in bretone [brest] e in gallo [Brèsst].

## Storia
Venne fondata nel III secolo dai Romani che costruirono un primo campo fortificato sopra uno sperone di roccia: un castellum; su queste fondamenta poi venne costruito il castello durante la dinastia Carolingia (dal VI al X secolo).
Appartenuta fra i secoli IX e il XIII ai conti di Léon e poi ai duchi di Bretagna, fu inglese fra il 1342 e il 1397.
Il 10 agosto 1512 si tenne nelle vicinanze di Brest la battaglia di St. Mathieu, uno scontro navale tra 25 navi inglesi e 22 navi francesi e bretoni.
Nel 1631 si edificò l'arsenale, che diede sviluppo portuale e marittimo alla città. Nel 1686 con l'arrivo di tre ambasciatori dal Regno del Siam, alla rue Saint-Pierre venne cambiato il nome in rue de Siam. Verso la fine del Seicento, si iniziava la costruzione della chiesa di St. Louis. All'inizio del XVII secolo Brest, sotto il regno di Enrico IV, era poco più di un paesino di 2 000 abitanti perlopiù pescatori. Tornata alla Francia divenne un importante porto militare.

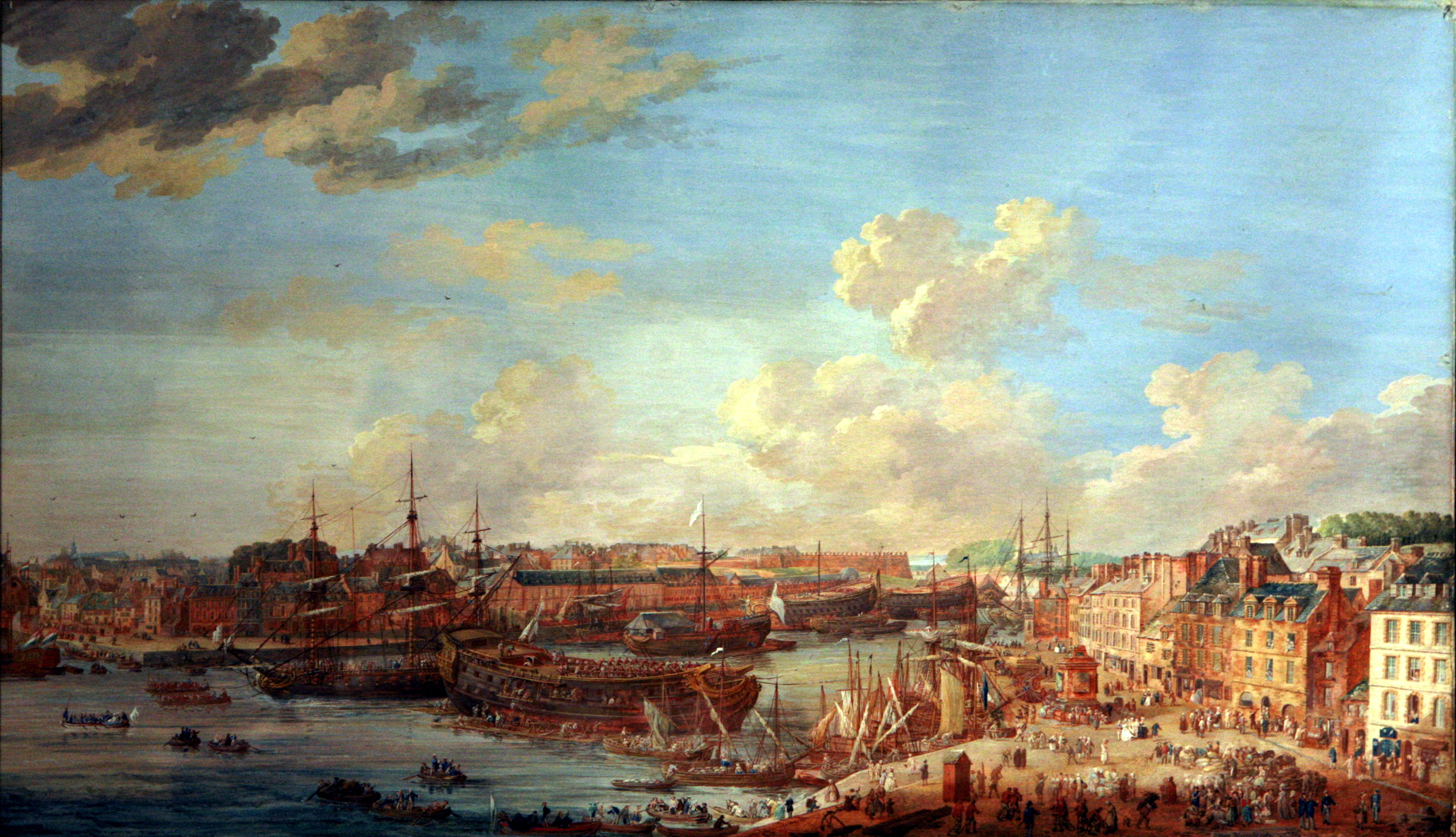
Louis-Nicolas Van Blarenberghe, Veduta del porto di Brest, 1780

Nel 1790 gli abitanti erano divenuti 27.000, e Brest era diventato uno dei porti militari più grandi in Francia. È di questo periodo la costruzione di molte fortezze a protezione della città e della rada di Brest, secondo i voleri di Sébastien Le Prestre de Vauban (1633-1707), durante la guerra d'indipendenza americana, quando si ipotizzava un'invasione inglese.
Durante il XIX secolo si realizzò il canale Nantes-Brest, un canale navigabile lungo 364 km a piccola sezione che collega le città di Nantes e Brest.
Tra il 1918 e il 1919, l'influenza spagnola colpì inizialmente Brest assieme a Boston, nel Massachusetts e Freetown in Sierra Leone. Si trattava di un ceppo di influenza particolarmente violenta e letale. La malattia si diffuse in tutto il mondo, uccidendo 50 milioni di persone (secondo alcuni di più) in 6 mesi e sparì solamente dopo 18 mesi. Il ceppo esatto non fu mai determinato con precisione.
Durante la seconda guerra mondiale nel porto militare, fortificato da Vauban, i tedeschi vi stabilirono un'importante base per sottomarini. Brest nel 1941 ebbe a che fare, attraverso l'Operazione Rheinübung, alla Caccia alla Bismarck.
Il 24 luglio 1941 la Royal Air Force tentò il bombardamento di Brest, con l'uso dei Boeing B-17 Flying Fortress, ma questi mancarono i bersagli completamente. Successivamente, nel febbraio del 1942, si dette il via da Brest all'Operazione Cerberus, per portare alcune navi tedesche alla difesa della Norvegia, attraversando i blocchi alleati nel canale della Manica. La base dei sottomarini fu danneggiata nel corso della battaglia di Brest subito dopo lo sbarco in Normandia, durante la quale la città fu distrutta.
La guerra comportò per la città una vera e propria catastrofe. Solo pochi dei vecchi edifici medioevali rimasero in piedi. Nel dopo-guerra, con l'aiuto del governo della Germania Ovest, la città fu in breve tempo ricostruita. Anche per questo motivo, oggigiorno la città appare a prima vista un po' malinconica.
Nel 1954 venne costruito il ponte de Recouvrance, il secondo ponte sollevabile in Europa per le sue dimensioni (64 m).
Tra il 1946 e il 1961 si procedette speditamente con la ricostruzione della città, seguendo le indicazioni di Jean-Baptiste Mathon. Nel 1974 si crea la Communauté Urbaine de Brest, che raggruppa 8 comuni. Solamente nel 2005 questa comunità diviene Brest métropole océane.

## Monumenti e luoghi d'interesse

### Architetture religiose
- Chiesa di St. Pierre
- Chiesa St. Sauveur
- Cappella St. Guénolé, del XVII secolo
- Chiesa di St. Martin
- Chiesa di St. Marc

#### Chiesa di Saint-Louis
La più grande chiesa ricostruita in Francia, può accogliere fino a 2.500 fedeli. La sua storia recente parte dal 28 novembre 1705 quando fu affidata ai Gesuiti; questi la restituirono alla città nel 1740.
Nel 1944 fu distrutta durante un bombardamento ed è stata ricostruita, tra il 1953 e il 1958, in stile moderno.

#### Calvario di Plougastel-Daoulas

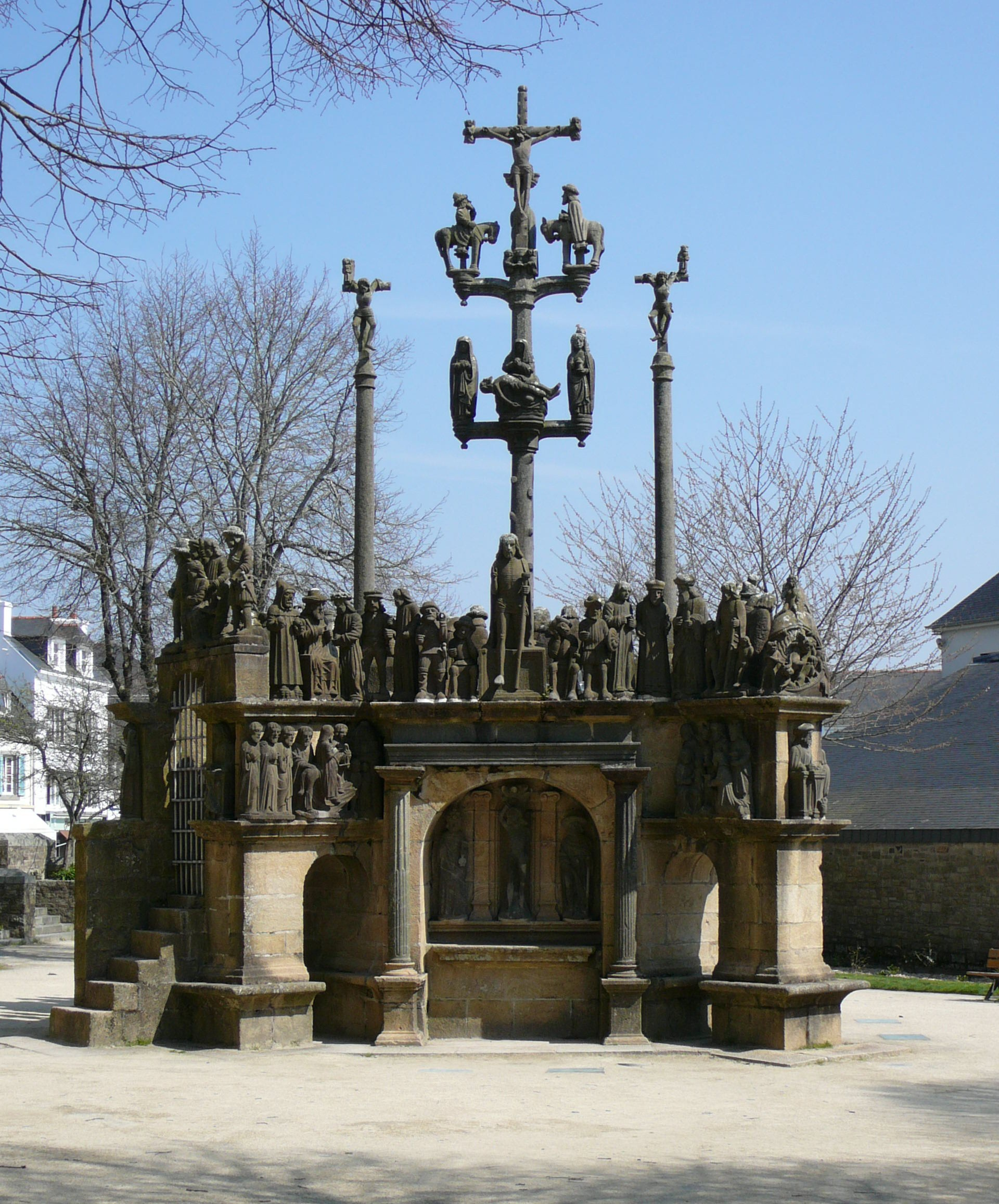
Il calvario a Plougastel-Daoulas.

Nel vicino piccolo comune di Plougastel-Daoulas si trova una raffigurazione della vita, opere e del calvario di Cristo. L'idea di questo monumento si ebbe nel 1598 quando gli abitanti decisero di fare un voto alla fine di un'epidemia di peste. La realizzazione proseguì e nel 1602 si pose lo zoccolo di pietra ocra di Logonna, nel 1603 si posero le tre croci e nel 1604 si completò l'opera con le 181 statue di kersantite. Le statuette non sono in generale messe in un preciso ordine cronologico, su precisa idea dell'autore. Il 5 febbraio 1881 il monumento fu classificato come monumento storico.
Durante l'avanzata americana del 1944 l'opera fu danneggiata dalle munizioni. Molte statuette e le tre croci vennero distrutte. L'ufficiale e artista statunitense John Davis Skilton, ritornando in patria decise di istituire un'associazione per la raccolta di fondi per la ricostruzione dei danneggiamenti. Il 16 luglio 1950 ricevette la cittadinanza onoraria di Pougastel.
Nel 2004 si è eseguito un restauro di quattro mesi, in onore del 400º anniversario. I lavori sono stati eseguiti da una ditta bretone specializzata, sotto la direzione dell'architetto dei monumenti storici. I lavori hanno per lo più riguardato le statuette che sono state tolte ripulite e rimesse nella loro posizione originale.

#### Cappella Sainte-Barbe

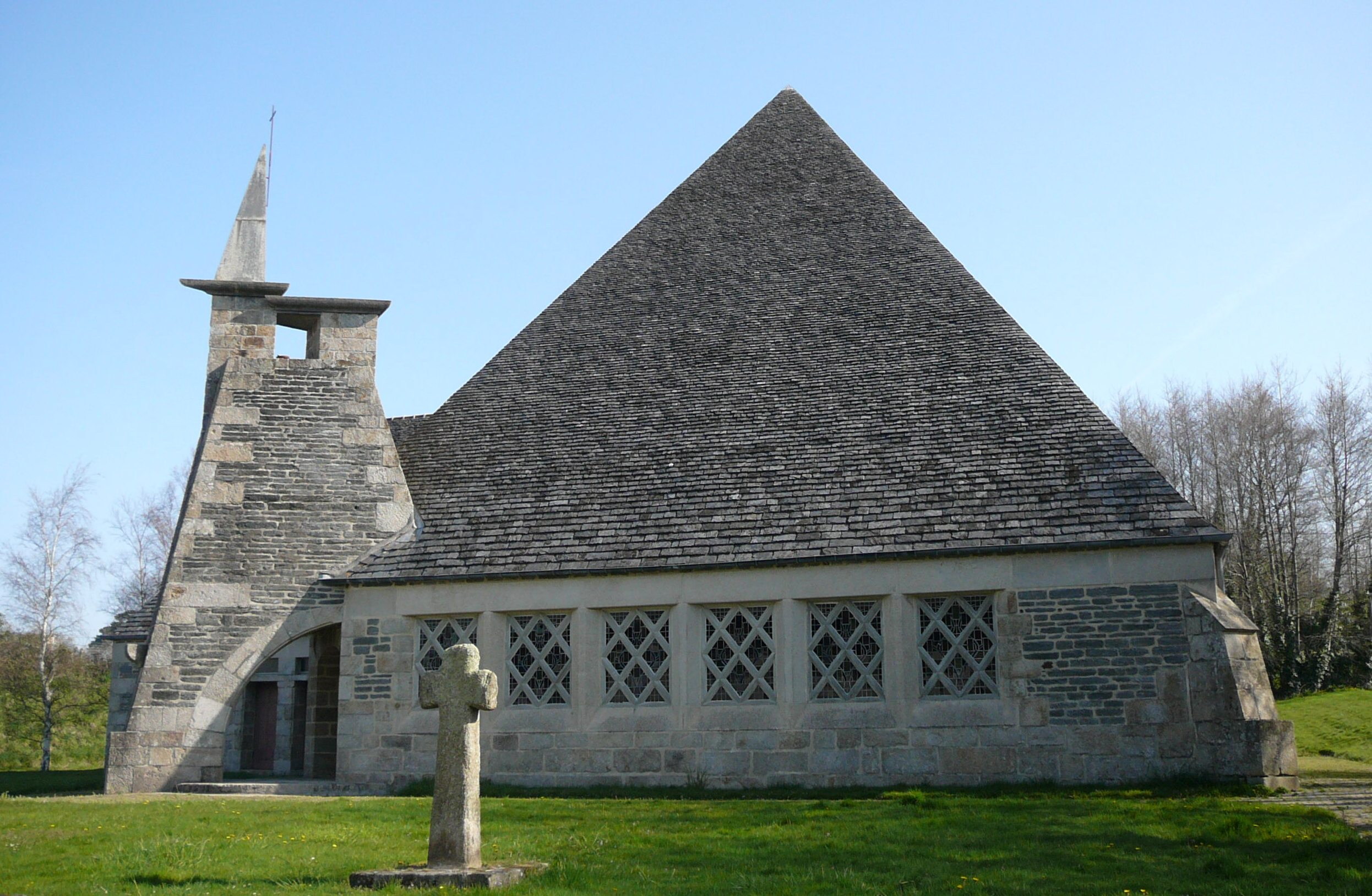
La cappella Sainte-Barbe.

La cappella è stata costruita nel 1958, successivamente è stata smontata pietra a pietra e ricostruita a 60 metri di distanza nel 1992 per far posto ad una strada. La cappella è costruita con pietra di Logonna ed è a pianta quadrata. L'altare si trova nell'angolo nord dell'edificio. La cappella è dedicata a Santa Barbara, la patrona degli artiglieri e dei pompieri.

### Architetture civili
- Maison de la Fontaine: la più antica casa di Brest, risalente al 1789.

#### Ponti

##### Ponte de Recouvrance
Il ponte de Recouvrance, domina la zona dell'arsenale e del porto militare, collega la via principale (rue de Siam) con il quartiere Recouvrance, passando sopra al fiume Penfeld. Fu realizzato al posto del vecchio ponte girevole (pont National) distrutto nei bombardamenti alleati del 1944. Il nuovo ponte fu inaugurato il 17 luglio 1954 e fu per molto tempo il ponte sollevabile più grande d'Europa. I 4 piloni laterali in cemento armato sono alti 64 metri e la traversa metallica sollevabile è lunga 88 metri e pesa 525 tonnellate.
Ai piedi di questo grande ponte si trova un piccolo ponte flottante: pont Gueydon.

##### Ponte Albert Louppe

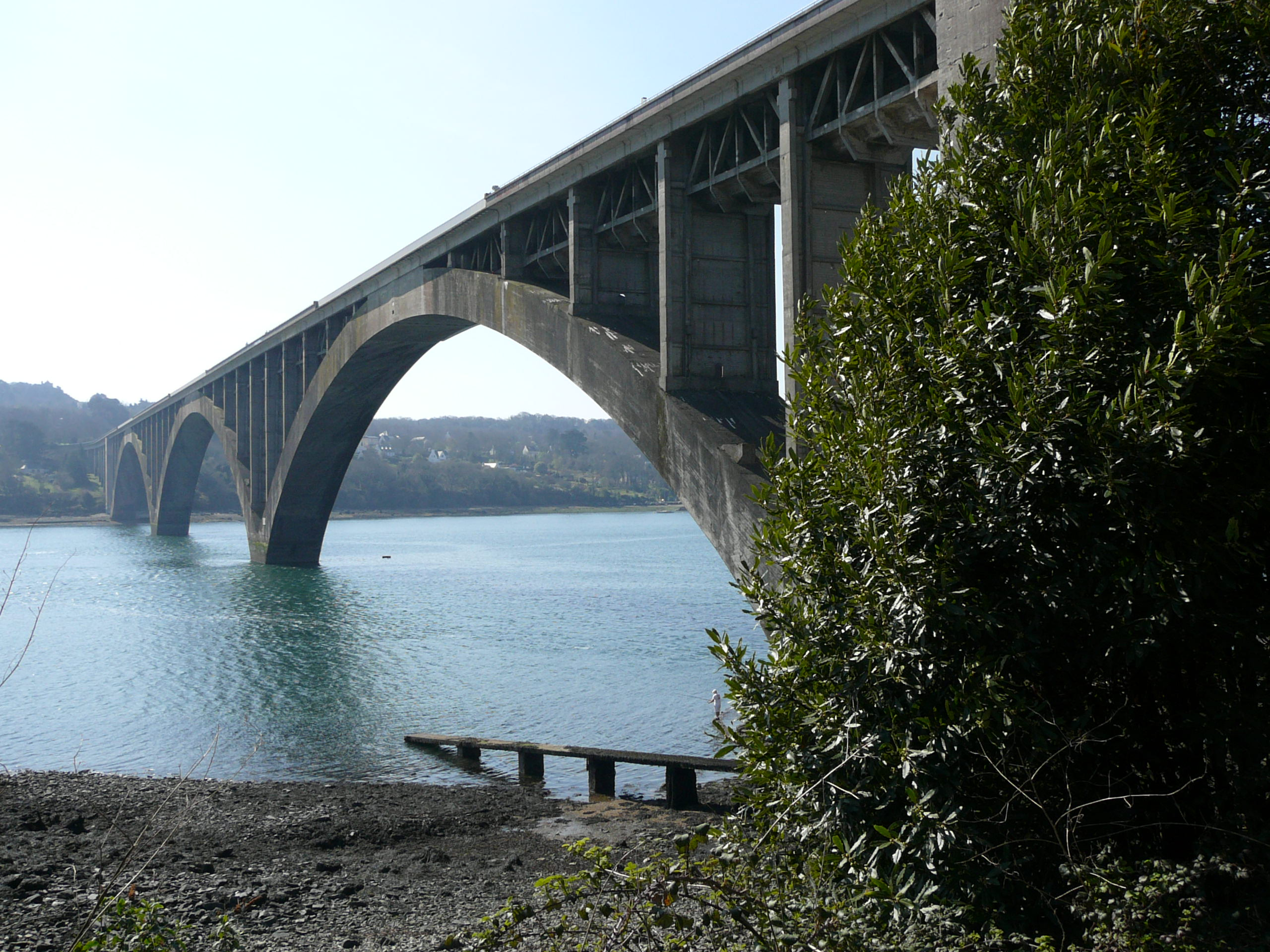
Il ponte Albert Louppe.

Il ponte Albert Louppe è dedicato a Albert Louppe uno dei presidenti del Conseil Général. Il ponte fu costruito tra il 1927 e il 1930, e permetteva di mettere in collegamento in maniera stabile il Léon e la Cornouaille. Fu inaugurato dal presidente Gaston Doumergue il 9 ottobre 1930, ma venne parzialmente distrutto nel 1944 dai tedeschi, quindi rimesso in sesto nel 1949. Nella parte nord del ponte si possono notare due piccole costruzioni; altro non sono che i caselli di pedaggio utilizzati per finanziare il ponte. Il ponte è lungo 888 metri ed è alto 42,4 metri, e fino al 1934 rappresentava un record mondiale con i suoi tre archi di 186,4 metri ciascuno. Negli anni il ponte diveniva sempre meno adatto al moderno traffico pesante, tanto che fu affiancato da un più moderno ponte: il ponte dell'Iroise.
Prima del ponte Albert Louppe vi era un traghetto che collegava Kerhuon a Plougastel e prima ancora un collegamento saltuario con delle barche.
Oggi il ponte rimane come un luogo per passeggiare e avere una vista sulla città e sui suoi porti, nonché sul Élorn, il tratto di acqua che da qui si spinge a est. A nord del ponte si trovano due statue in kersantite poste una di fronte all'altra ai margini della strada. Questi due personaggi sono ad opera di René Quillivic e rappresentano un contadino e sua moglie con i costumi tipici Leonard. A sud del ponte altri due personaggi, ma con vestiti tipici della Cornouaille.

##### Ponte de l'Iroise
Il ponte de l'Iroise, è un moderno ponte strallato a doppia carreggiata, inaugurato il 12 luglio 1994 da Edouard Baladur, in sostituzione del precedente ponte, che ancora oggi gli passa accanto parallelamente. Il ponte è lungo 800 metri, la distanza tra i due piloni è di 400 metri largo 23,1 metri, alto 27,55 metri e con i due piloni che arrivano a 115 metri d'altezza.
Questo ponte, ai tempi della sua costruzione, è stata l'opera che aveva la più grande portata nel mondo.

#### Oceanopolis

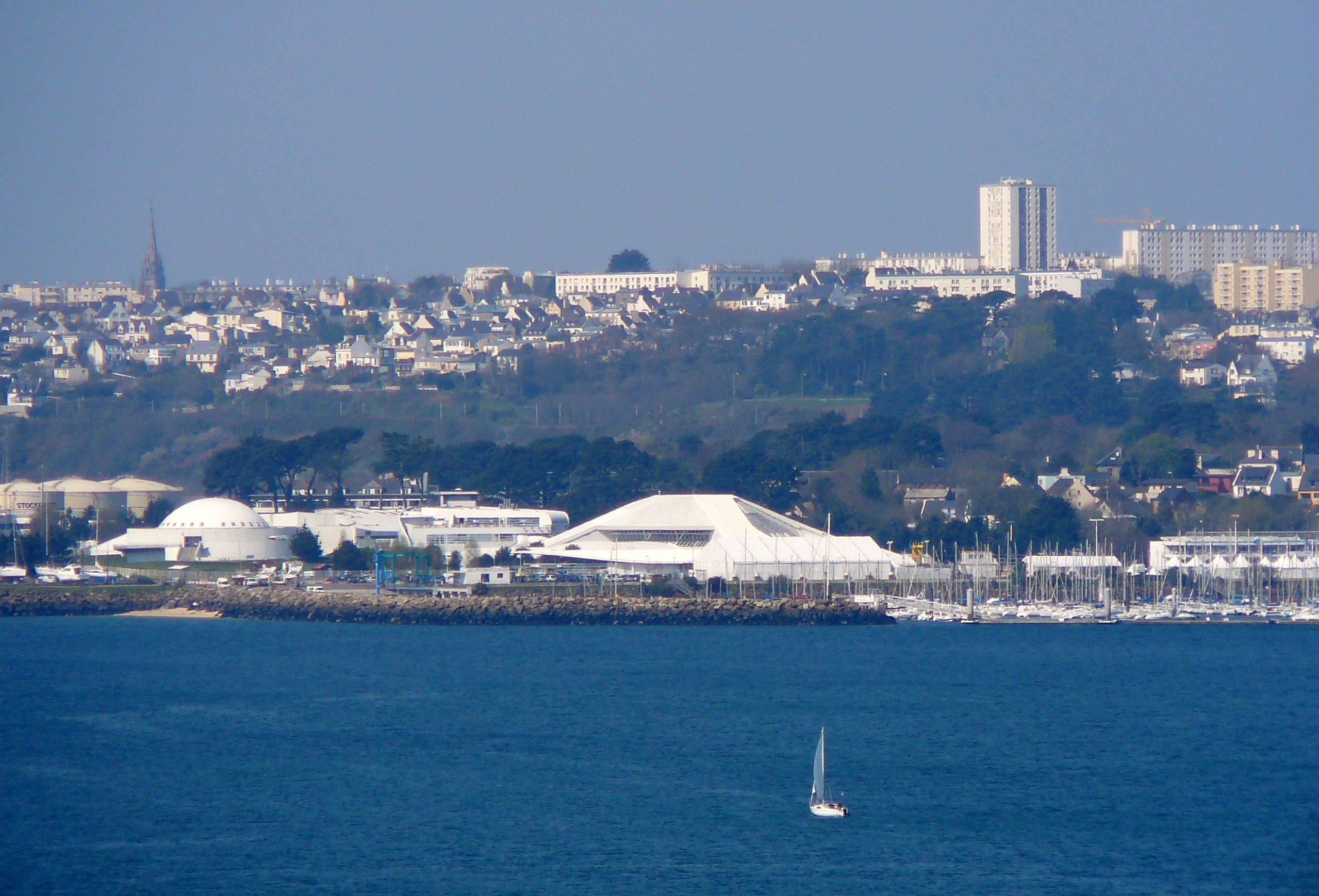
L'acquario Oceanopolis visto dal ponte Albert Louppe.

Una delle attrazioni più importanti di Brest è sicuramente l'Oceanopolis, uno degli acquari più grandi d'Europa, fondato nel 1990, all'avanguardia per le tecnologie interattive con il pubblico e per i bambini; soprattutto ai giovani, è offerto un ampio programma di attività didattiche sulla storia e la scoperta degli oceani. In tre padiglioni sono rappresentati circa 10.000 animali appartenenti a più di 1000 specie differenti, che solitamente vivono in mari tropicali, ai polari o nei mari più temperati.
Nell'acquario sono custodite 7 specie di squali, 13 metri di barriera corallina ricostruita.

#### Rue de Saint-Malo
La rue de Saint-Malo è costeggiata da case del XVII e XVIII secolo. È la via più antica di Brest, anche perché miracolosamente scampata ai bombardamenti di cui la città ha sofferto.
Oggi, dal 1989 l'associazione Vivre la rue effettua spettacoli urbani e storici.

### Architetture militari

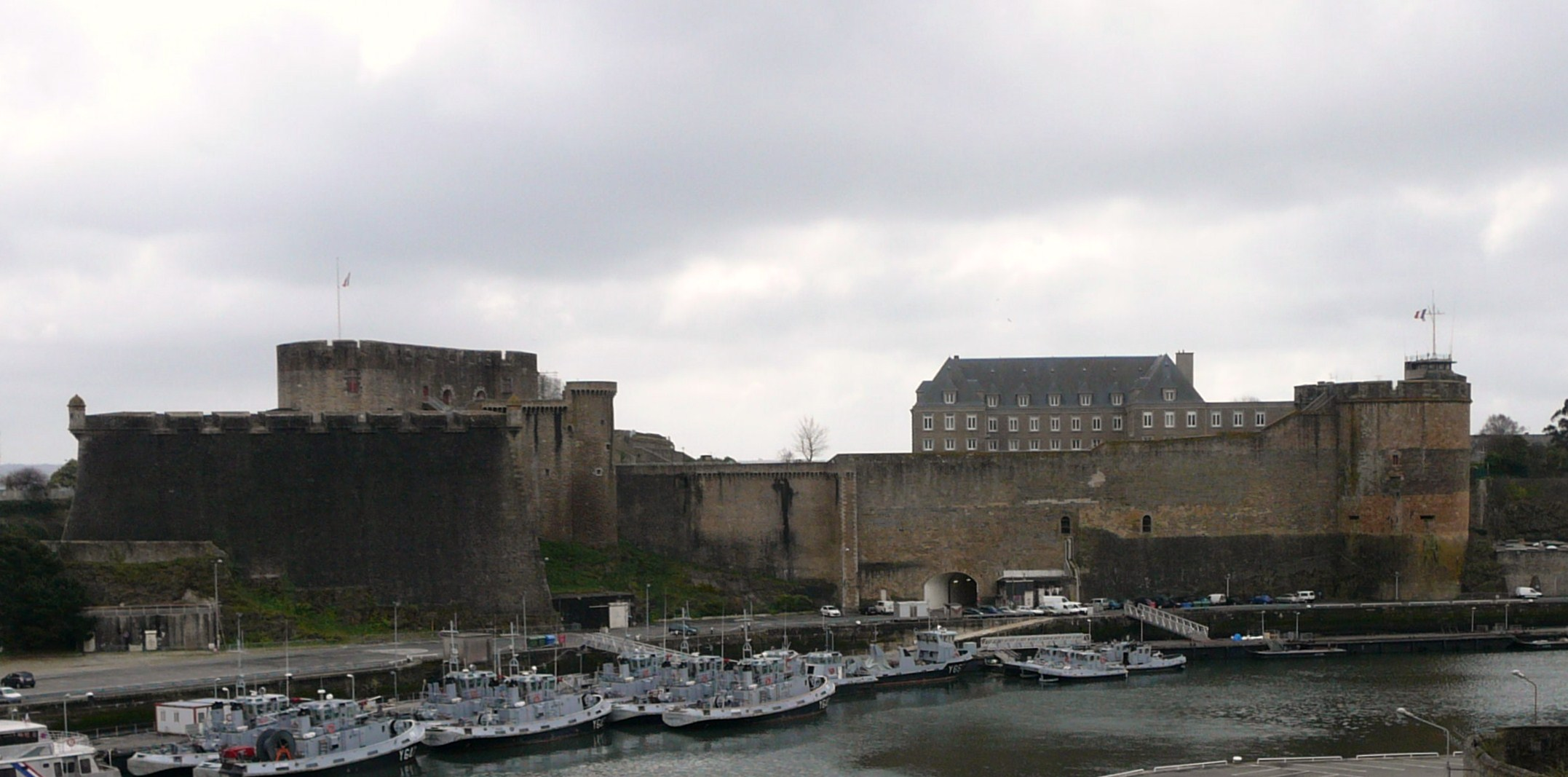
Il castello di Brest

#### Castello di Brest
Il castello di Brest (in francese Château de Brest) ha origini gallo-romane.

#### Torre Tanguy

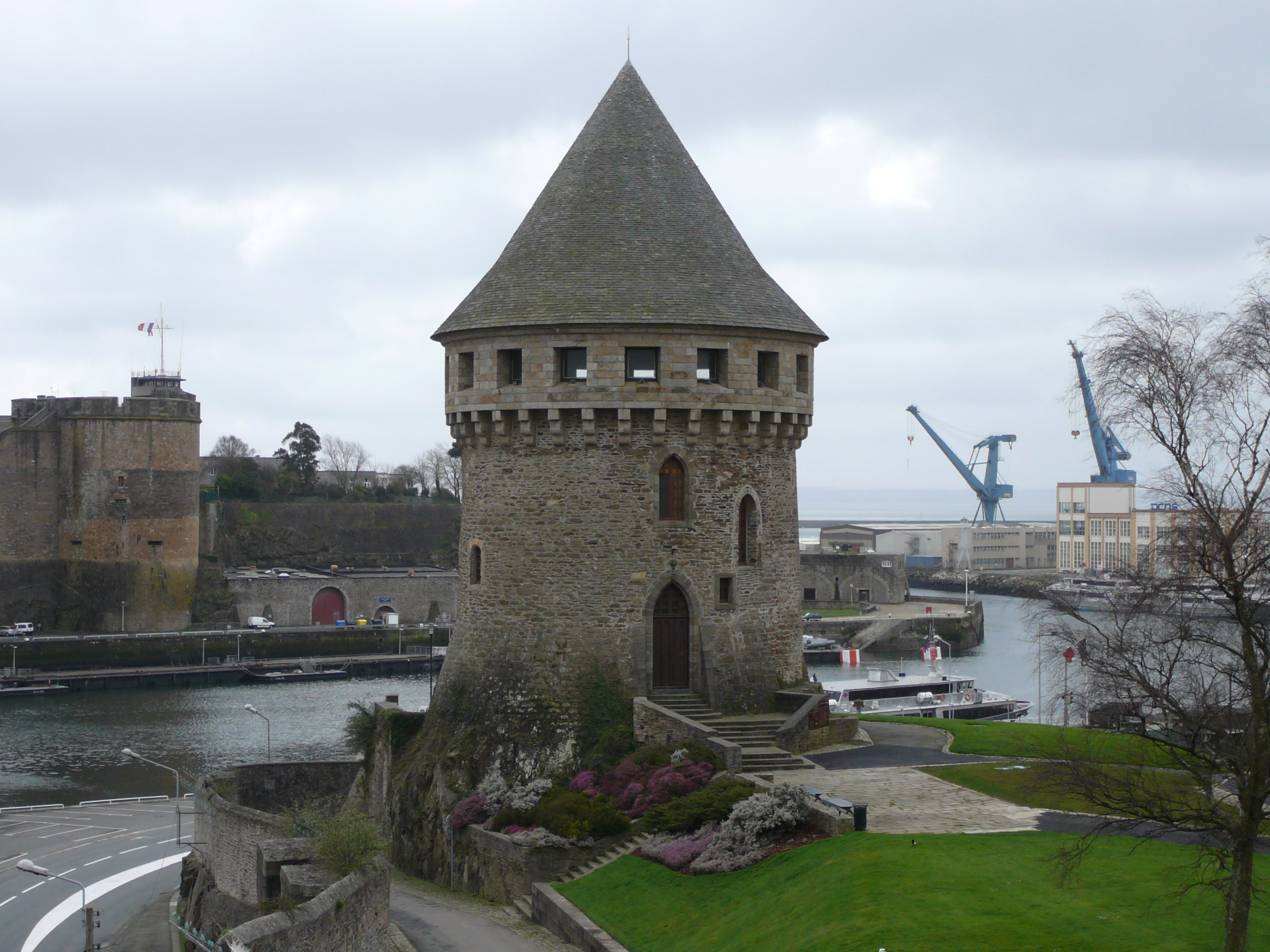
La Torre Tanguy.

La torre Tanguy (in francese Tour Tanguy) ha origini incerte. Potrebbe essere stata costruita dagli inglesi durante la loro occupazione del paese del XIV secolo, o precedentemente da Lord Tanguy du Chatel.
Nel 1341 la torre venne consegnata all'inglese Giovanni II di Montfort. Suo figlio, Giovanni IV di Montfort, l'ha ristrutturata nel 1397. Nel 1786 diventò proprietà del principe Rohan Guemene, e durante la rivoluzione venne venduta allo stato.
Dopo che fu utilizzata anche come abitazione privata, la torre subì anche un incendio nel 1944. Nel 1959 il pittore Jim Sevellec ebbe l'idea di raccogliere in questa torre le memorie di una città che non esisteva più.

#### Arsenale di Brest

##### Base sommergibili

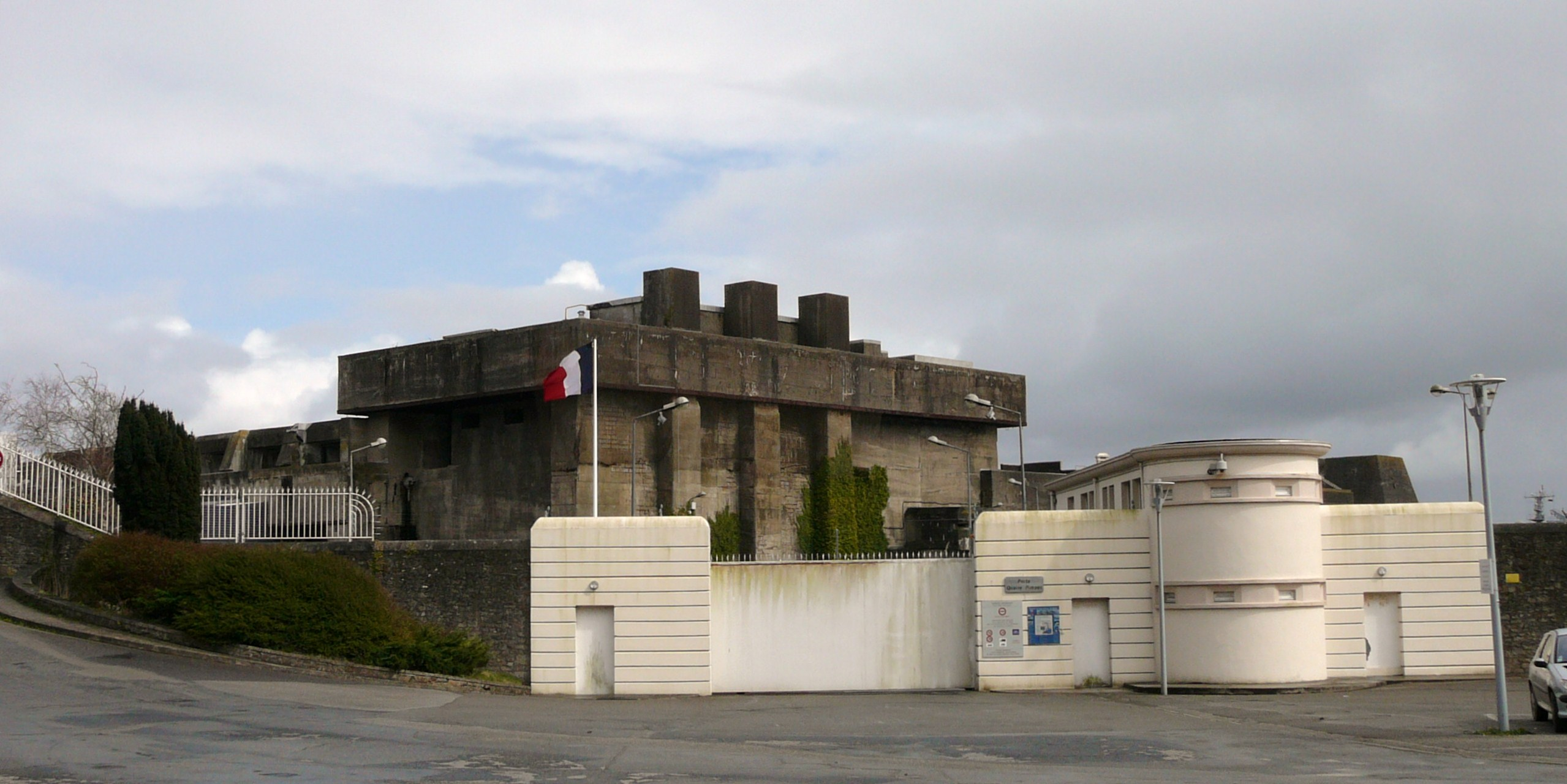
La base degli U-Boot tedeschi a Brest

La base dei sottomarini fu costruita in circa 500 giorni dall'Organizzazione Todt nel 1941, fino all'estate del 1942. Ci sono voluti oltre 500000 m³ di cemento, con un primato giornaliero di 4000 m³.
La base è lunga 306 metri, larga 177 e alta 18. Comprende 15 bacini: 3 da 122×22 metri, 2 da 93×22 metri, 8 da 90×15 metri e 2 da 103×17 metri, tutti profondi circa 12 metri. La struttura inizialmente era dotata di una copertura di 4,2 metri, ma successivamente, per ragioni di sicurezza, questa è stata portata a 6,1 metri. Durante i numerosi bombardamenti degli alleati su Brest, solamente una volta questi sono riusciti nel loro intento, il 5 agosto 1944 con degli Avro 683 Lancaster che volavano a 8.000 metri d'altitudine, sganciando le 9 bombe da 6 tonnellate ciascuna, le bombe Tallboy. Il risultato è stato un buco nella struttura, ma nessun danneggiamento agli U-Boot.
Fin da allora, alla base arrivava ed esiste tuttora una traccia di linea ferroviaria che dalla stazione dei treni, attraversa in maniera contorta la città per terminare alla base.
La struttura oggigiorno non è più utilizzata come base per sottomarini, dato che è una struttura pericolante, ma anche perché i sottomarini moderni hanno dimensioni molto maggiori. È visibile all'interno dell'Arsenale di Brest.

#### Monumento americano

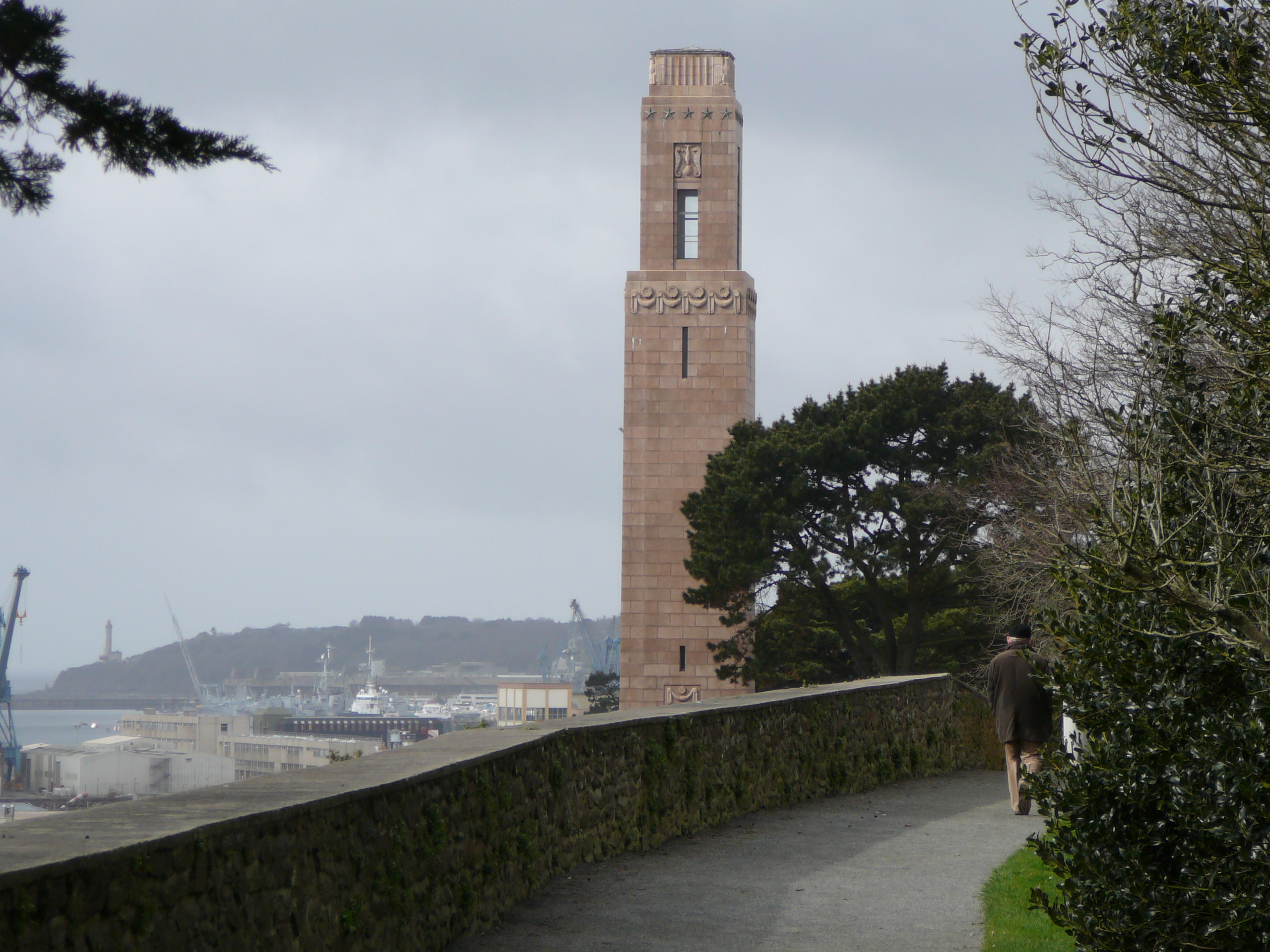
Il monumento americano.

Questo monumento (monument américain) fu costruito dagli Stati Uniti d'America, ad opera dell'architetto Ralph Milnau, per commemorare l'eroico successo della Marina Americana nella scorta e fornitura di truppe all'Europa durante la prima guerra mondiale. Il sito dove è collocata si affaccia sul porto di Brest, che era la base delle operazioni americane durante la guerra, come anche porto di imbarco e sbarco di truppe. Nel 1926 il sindaco Léon Nardon ha messo loro a disposizione questo terreno per poter costruire questo monumento commemorativo. I lavori iniziarono nel 1930 e finirono con la sua inaugurazione nel 1937.
Il monumento originale fu distrutto dai tedeschi il 4 luglio 1941 (giorno dell'Indipendenza americana), prima dell'entrata in guerra degli USA.
Quando gli USA entrarono nella prima guerra mondiale, nell'aprile 1917, si trovarono due difficoltà: assistere e neutralizzare il prima possibile i sottomarini tedeschi la cui forza aveva fatto perdere 800.000 tonnellate al mese di naviglio, e organizzare il passaggio di centinaia di migliaia di truppe americane per l'Atlantico, in totale 911.000 uomini. Un'altra identica parte di truppe fu invece trasportata da navi inglesi.
Il memoriale, alto 50 metri, di cui ne era stato allestito uno identico a Gibilterra, è attualmente mantenuto dalla Commissione monumenti di battaglie americana, un'agenzia del Governo degli Stati Uniti. Il monumento era in granito proveniente da Aber-Ildut. Nel monumento ricostruito il 16 luglio 1960 è stato utilizzato del granito rosa, proveniente da Perros Guirec.

#### Fortificazioni per la protezione di Brest

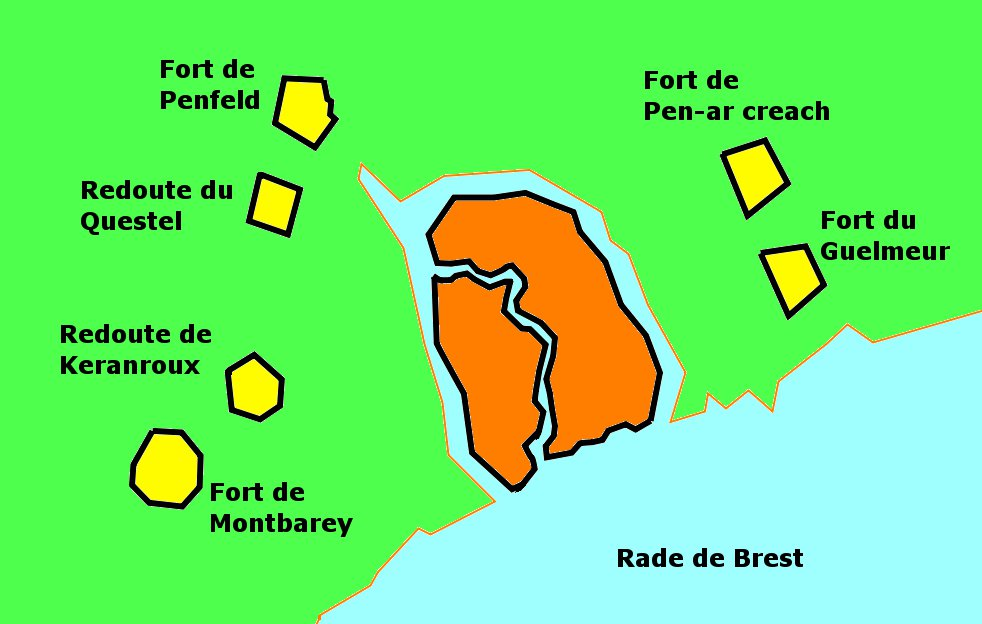
Fortezze a protezione di Brest

Attorno alla città di Brest si trovano molti forti che Luigi XVI ha voluto che si costruissero attorno al porto di Brest, per proteggere l'arsenale dato che da qui partivano squadre navali che andavano in aiuto degli americani durante la guerra d'indipendenza americana. La linea di difesa era costituita da cinque capisaldi e seguiva il progetto di Sébastien Le Prestre de Vauban, di fortificare la parte occidentale di Brest.
Molte di queste fortezze, con l'aggiunta di nuovi fortini vennero utilizzate dai nazisti all'interno del Vallo Atlantico.
A difendere il porto vi erano, a ovest:
- Forte Penfeld
- Forte Questel
- Forte Keranroux (pochi resti in un parco pubblico)
- Forte Montbarey

Mentre a est del porto:
- Forte Pen-ar-Creach (oggi inesistente)
- Forte di Guelmeur

Ad ulteriore protezione della rada di Brest, altri forti furono costruiti:
- Forte Dellec
- Forte Mengant
- Forte Petit Minou
- Forte Portzic
- Forte Toulbroc'h
- Strutture fortificate presso Îlot des Capucins
- Forte Bertheaume

### Aree naturali
- Giardino degli esploratori - Jardins des explorateurs: sistemato nella ex-Batteria del Cavaliere, questo giardino mostra le collezioni di vegetali che illustrano piante portate qui dai quattro angoli del mondo dagli esploratori e botanici partiti da Brest fin dal XVIII secolo.
- Giardino dell'accademia marina - Jardin de l'Académie de Marine: giardino, nei pressi del castello.
- Giardino di Kerbonne - Jardin de Kerbonne: il nome di questo giardino deriva dal quartiere in cui si trova, appunto Kerbonne. Il termine dipende dal fatto che quel territorio apparteneva alla famiglia Kerros, dove nel 1830 il signor de Kerros dedicò la sua casa di campagna alla moglie Bonne-Désirée Quémeneur, quindi Ker (luogo in bretone) Bonne. Piccolo giardino con una panoramica sull'arsenale e la rada di Brest.
- Parco Kervallon
- Parco d'Eolo, dedicato alla divinità dei venti, dove si trova una cascata artificiale dove si può passare sopra grazie ad un ponticello

#### Conservatorio botanico nazionale
Fino alla fine del XIX secolo l'acqua che scorreva lungo questa valletta, Stang-Alar, era talmente pura che era potabile. Dopo la seconda guerra mondiale fu aperta una cava e uno scavo ai suoi lati, fino al 1966. In seguito fu abbandonata, fino al 1971, quando la comunità di Brest decise di farne un parco pubblico.
Il biologo Jean-Yves Lesouef, preoccupato per le specie vegetali in estinzione, decise di fondare "un'infermeria" per piante. Nel 1975 trovò i fondi dalla "Communauté Urbaine de Brest", dal Ministero dell'ambiente e dalla "protection de la nature en Bretagne" per la sua pionieristica idea. Fin dal 1990 Brest ha quindi un centro botanico nazionale, e fa parte del programma europeo "Natura 2000".
Il Conservatorio botanico nazionale, in francese Conservatoire botanique national è il secondo in Europa; qui sono raccolte e conservate circa di 1700 specie vegetali, di cui una ventina che rischiano l'estinzione, come ad esempio la Normania triphilla proveniente dall'isola di Madeira, dove dal 1998 la città di Brest sta tentando di ripristinarla; altro esempio è la pianta di Limonium humile. Le specie vegetali vengono si dall'Europa, ma anche da diverse isole sulla terra.
L'area occupa circa 22 ettari, in aggiunta vi sono altri 17-18 ettari di giardino pubblico (aperto tutto l'anno) e altre serre per ricreare un clima adatto alle piante. L'area è un luogo rilassante e visitata da famiglie con bambini lungo i molteplici percorsi pedonali. All'interno si trovano diversi luoghi rilassanti con la presenza di molti laghetti di diverse dimensioni.
Dal 2000 il parco ha aperto una seconda entrata, per permettere l'ingresso anche dal lato sud, nei pressi quindi dell'acquario Oceanopoliss e del porto di Moulin Blanc.

## Società

### Evoluzione demografica
Abitanti censiti

### Lingua bretone
A Brest, come in tutta la Bretagna inferiore, è tutt'oggi diffuso l'uso della lingua bretone.

### Religione
Cristiana, cattolica

## Cultura

### Poesia
Del bombardamento e successiva distruzione della città di Brest parla la poesia "Barbara" di Jacques Prevert

### Istruzione

#### Biblioteche
A Brest esiste una biblioteca comunale ripartita in dieci succursali sparse per i quartieri della città. La sede principale si trova in centro e contiene importanti enciclopedie, carte e mappe antiche del XV secolo.

#### Università

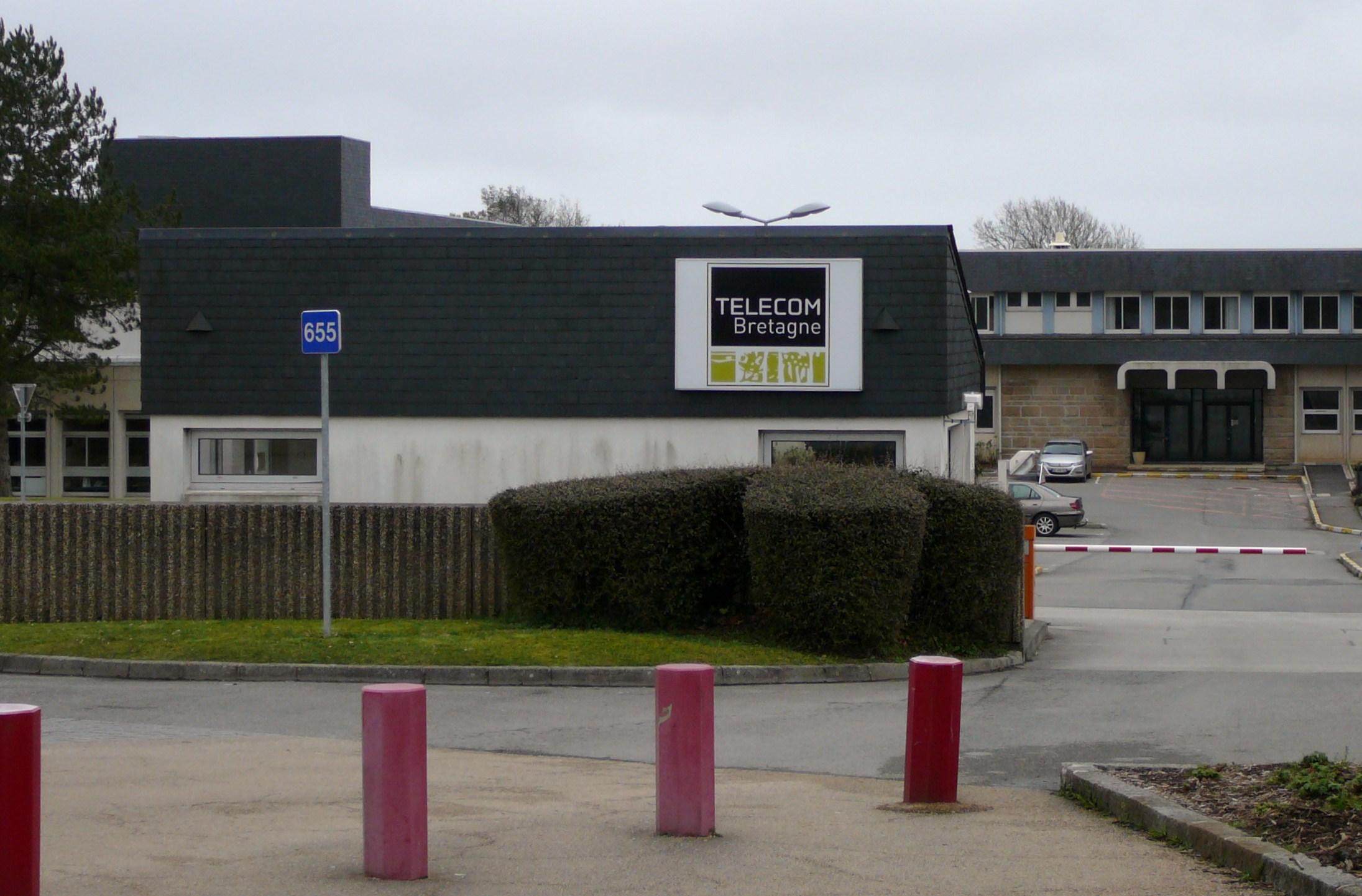
Ingresso al campus di Telecom Bretagne

Brest è il principale polo economico della Bretagna; per tale motivo la città offre un certo numero di scuole superiori e di ricerca:
- Un'università pluridisciplinare: l'Università della Bretagna Occidentale
- Un Istituto universitario per la formazione dei maestri
- Alcune Scuole Superiori:
  - École nationale d'ingénieurs de Brest
  - Télécom Bretagne - École nationale supérieure des télécommunications de Bretagne (ENST Bretagne)
  - École nationale supérieure de techniques avancées Bretagne
  - Institut supérieur de l'électronique et du numérique
  - Brest Business School
  - École navale
  - École supérieure d'Arts de Brest
  - École supérieure en microbiologie et sécurité alimentaire
  - École nationale de musique
- Organismi di ricerca:
  - Centre européen de réalité virtuelle
  - Institut français de recherche pour l'exploitation de la mer
  - Institut polaire français - Paul Émile Victor
  - Centre de documentation de recherche et d'expérimentation sur les pollutions accidentelles des eaux
  - Service hydrographique et océanographique de la marine

#### Musei
- centre d'art passerelle

##### Museo della torre Tanguy
Il Museo della torre Tanguy (in francese musée de la tour Tanguy) si trova per l'appunto all'interno della torre Tanguy. All'interno è distribuito su tre piani e rievoca la storia di Brest dal Medioevo alla vigilia della seconda guerra mondiale.

##### Museo della Marina

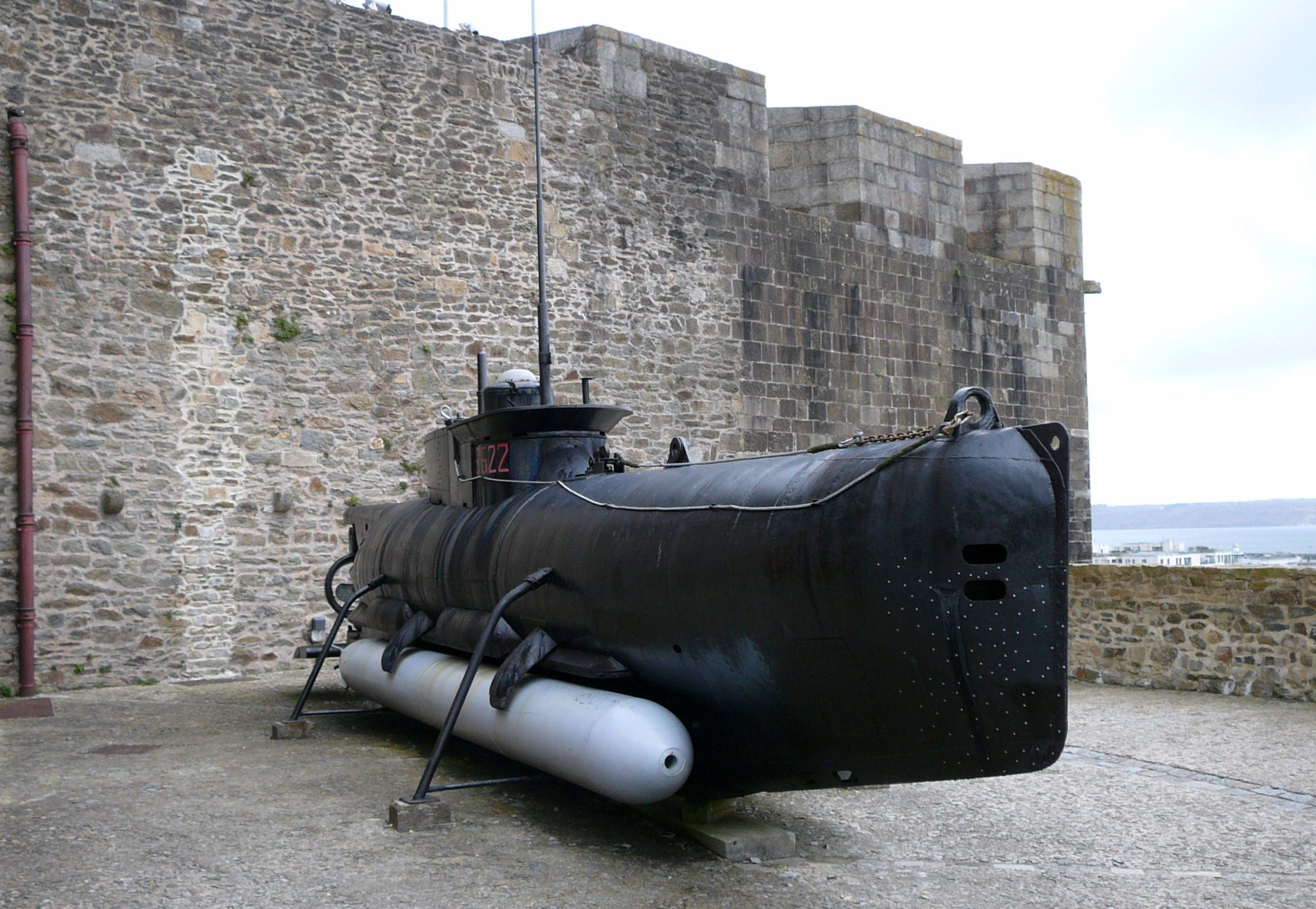
Un piccolo sottomarino esposto al museo della Marina

Il castello di Brest accoglie il Museo Nazionale della Marina (in francese musée de la Marine). Al suo interno si trova una collezione che testimonia la grande avventura navale dell'arsenale di Brest e della marina francese. Il museo si sviluppa sia all'interno delle sale del castello che nelle sue parti esterne, e presenta alcune decorazioni navali, la descrizione della costruzione delle navi alcune tabelle informative e delle sculture relative alla tradizione marinara. Nella sua torre Paradiso, sono esposte delle rappresentazioni artistiche della marina moderna. Al centro del castello si trova invece un moderno palazzo, altro non è che la prefettura marittima della costa atlantica.

##### Museo delle fragole e del patrimonio
il museo delle fragole e del patrimonio (in francese Musée de la fraise et du patrimoine) è allestito per ricordare le tradizioni della penisola di Plougastel, ovvero le coltivazioni di fragole, le tradizioni religiose, gli usi e costumi della popolazione e le attività marittime. Le fragole provenienti da questa penisola godono di ottima fama. Durante l'estate si possono degustare anche le fragole e i prodotti derivati da queste.

##### Memoriale del Forte Montbarey

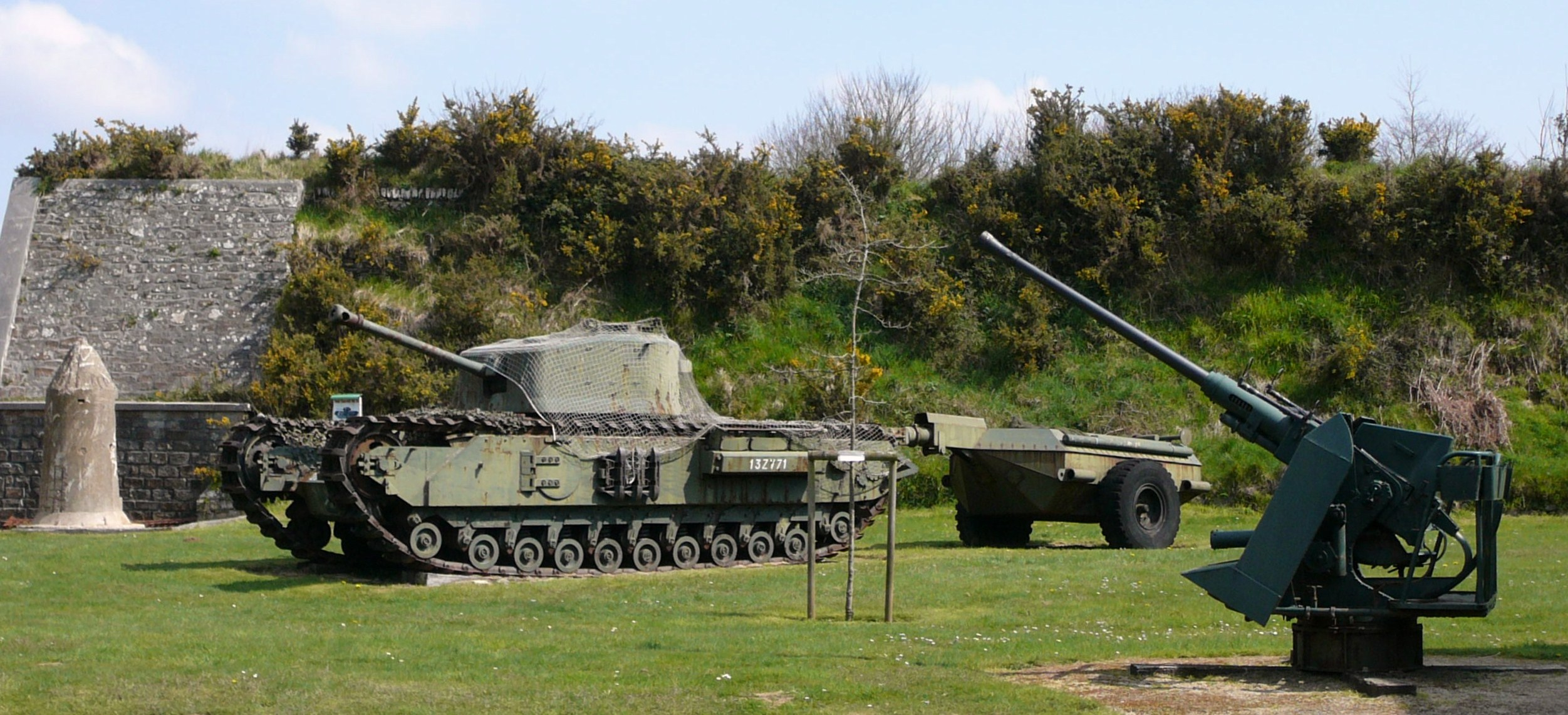
Un carro armato Mk IV Churchill esposto al Forte Montbarey

Il memoriale del Forte Montbarey (in francese musée mémorial Fort Montbarey) è un museo ospitato da una fortezza edificata nel tempo di Luigi XVI. Oggi il forte ospita un'esposizione permanente sul tema della seconda guerra mondiale vissuta nel dipartimento di Finistère.
Al museo si possono osservare molti mezzi americani utilizzati persino nello sbarco in Normandia (ad esempio alcune Jeep, un Mk IV Churchill, alcune armi anti-aeree FlaK, un M3 Half-track, ecc) e armi del tempo della seconda guerra mondiale ritrovate in zona. Oltre a ciò si può osservare la presenza di un carro merci, posto in ricordo dei deportati della zona.
Il museo inoltre contiene in due tunnel una lista di oltre 10.000 nomi di abitanti del Finistère morti per la Francia, suddivisi in base al Comune di residenza.

##### Museo delle belle arti
Il museo delle belle arti (musée des Beaux-Arts) è stato inaugurato nel 1968 nella città appena ricostruita. In realtà già nel 1877 esisteva una sorta di museo, ma i bombardamenti del '41 ne hanno distrutto gran parte. Il museo oggi propone un panorama della pittura europea dal XVI secolo al XX secolo, con circa 300 opere esposte.

### Media

#### Radio
- Radio Neptune:[6] radio privata di Brest.
- Fréquence Mutine:[7] radio con più di 25 anni
- Radio U:[8] radio giovanile, dal 2001
- RCF Rivages:[9] la radio diocesana dal 1992.

#### Televisione
- Canal Ti Zef:[10] la televisione differente.
- Télévision générale brestoise, TGB: una televisione senza scopo di lucro
- Télévision bretagne ouest

### Cinema
Tra i cinema presenti a Brest, recentemente è stato aperto un cinema multisala, denominato Multiplexe, vicino alla piazza principale Liberte'.

## Economia

### Turismo
A livello alberghiero la città offre 47 hotel da 1 a 3 stelle, per un totale di 1741 posti letto, 3 campeggi, un ostello e 300 ristoranti.

## Infrastrutture e trasporti

### Trasporti pubblici

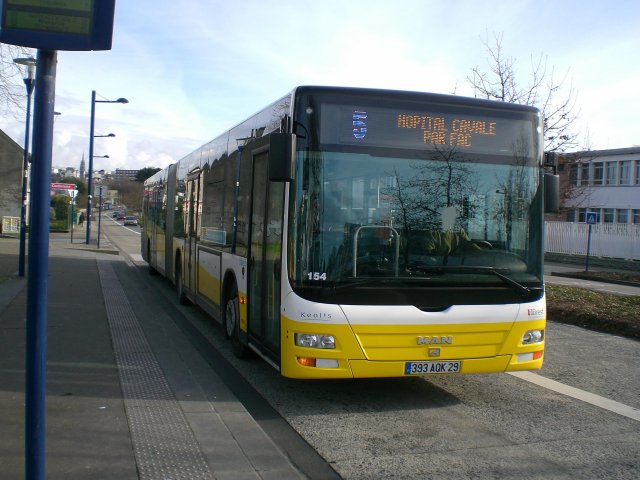
Uno dei bus pubblici di Brest.

All'interno della città circola una fitta rete di autobus di linea sia urbani che extra-urbani, che dal 1986 offre servizi sotto il nome di bibus. La rete prevede una ventina di corse.
Durante l'estate del 2009 si è pensato di realizzare una linea del tram lunga 14,7 km, che si estende da est a ovest (dalla fermata Technopôle a Kergaradec et au Froutven), con 25 stazioni intermedie percorse in 38 minuti:. La messa in servizio de LeTram è avvenuta nel 2012.

### Trasporti ferroviari

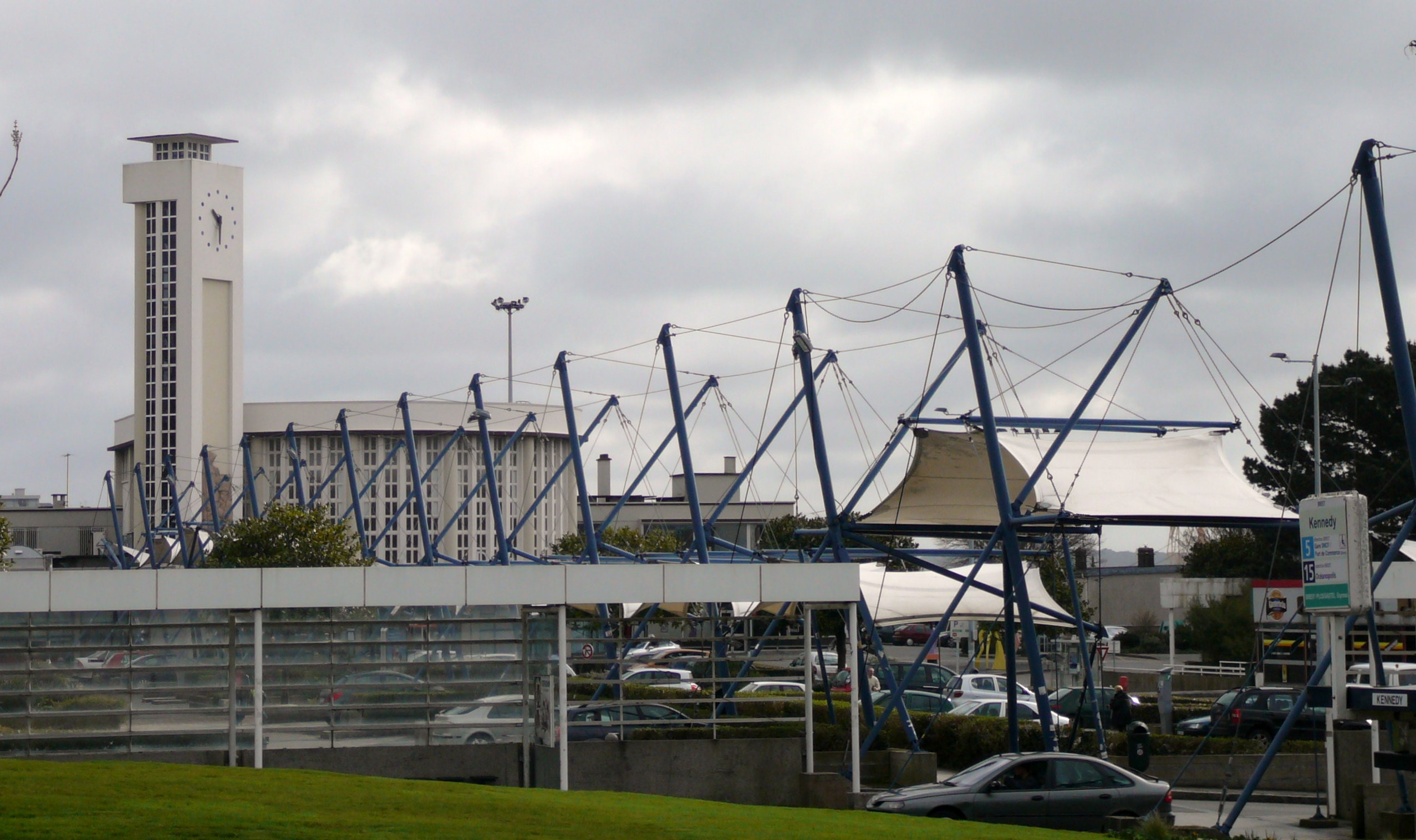
La stazione ferroviaria di Brest.

Brest ha un'unica stazione dei treni, nel centro della città. È stata ricostruita tra il 1936 e il 1937 sotto la direzione dei lavori dell'architetto Urbain Cassan. Del bassorilievo della torre dell'orologio in granito rosa non resta che la parte bassa, rappresentava un soggetto evocante la Bretagna, ad opera dello scultore Lucien Brasseur.
La struttura ha la forma di un emiciclo e la forma più generale ricorda quella di una locomotiva.
Le facciate hanno un doppio ritmo: da una parte una tettoia continua e dall'altra una copertura terrazzata.
La stazione offre collegamenti regionali e direttamente con il TGV per Parigi, nella sua stazione Montparnasse, in 3 ore e 59 minuti. Esiste tuttavia un progetto per diminuire questo tempo a 3 ore e 10 minuti entro il 2020.

### Strade principali
L'automobile è il mezzo di trasporto più utilizzato dai cittadini; anche se la bicicletta, nonostante le poche piste ciclabili, sta emergendo come mezzo di locomozione alternativo.
Da Brest partono sue strade europee: la strada europea E60 che collega Brest a Costanza, in Romania, con un percorso lungo 3508 km e la strada europea E50 che collega Brest a Mukačevo, in Ucraina, con un percorso lungo 2498 km.
Da Brest partono inoltre due superstrade gratuite: la RN 12 che in 245 km porta a Rennes e la RN 165 che in 296 km porta a Nantes. Ci sarebbe anche la RN 265, ma questa parte a est della città, semicircondandola.

### Aeroporti

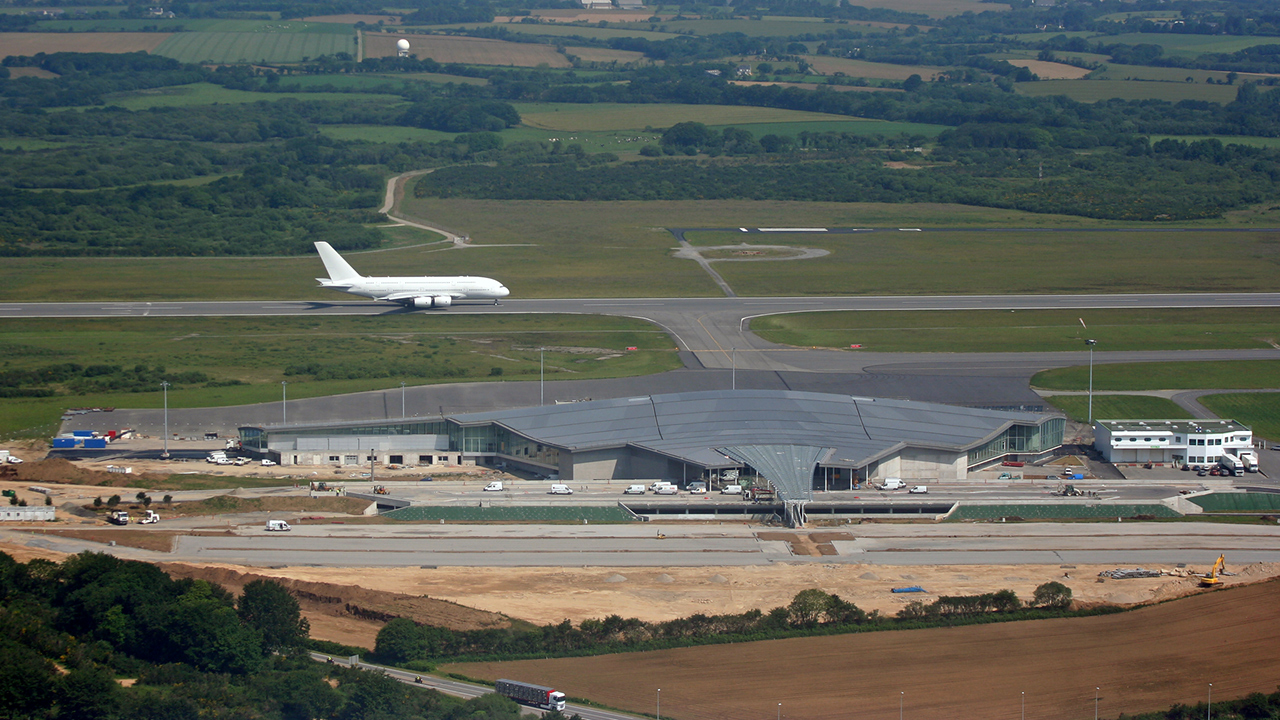
L'aeroporto di Brest.

A nord-est della città si trova invece il suo aeroporto, sito nel territorio comunale di Guipavas, a 9 chilometri di distanza da Brest. Fornisce regolari collegamenti con Parigi (CDG e Orly), Lione, Nizza, Marsiglia, Tolosa, Bordeaux, Ouessant, Londra Luton, Birmingham, Manchester, Southampton e Dublino. L'aeroporto è collegato con la stazione ferroviaria attraverso un servizio di navetta.
È il primo aeroporto bretone per traffico di passeggeri, rappresentando il 45% del traffico della regione, per una capacità di 1,8 milioni di passeggeri l'anno. Il 12 dicembre 2007 è stata inaugurata una nuova parte dell'aeroporto, con una struttura a forma di manta.

### Porti

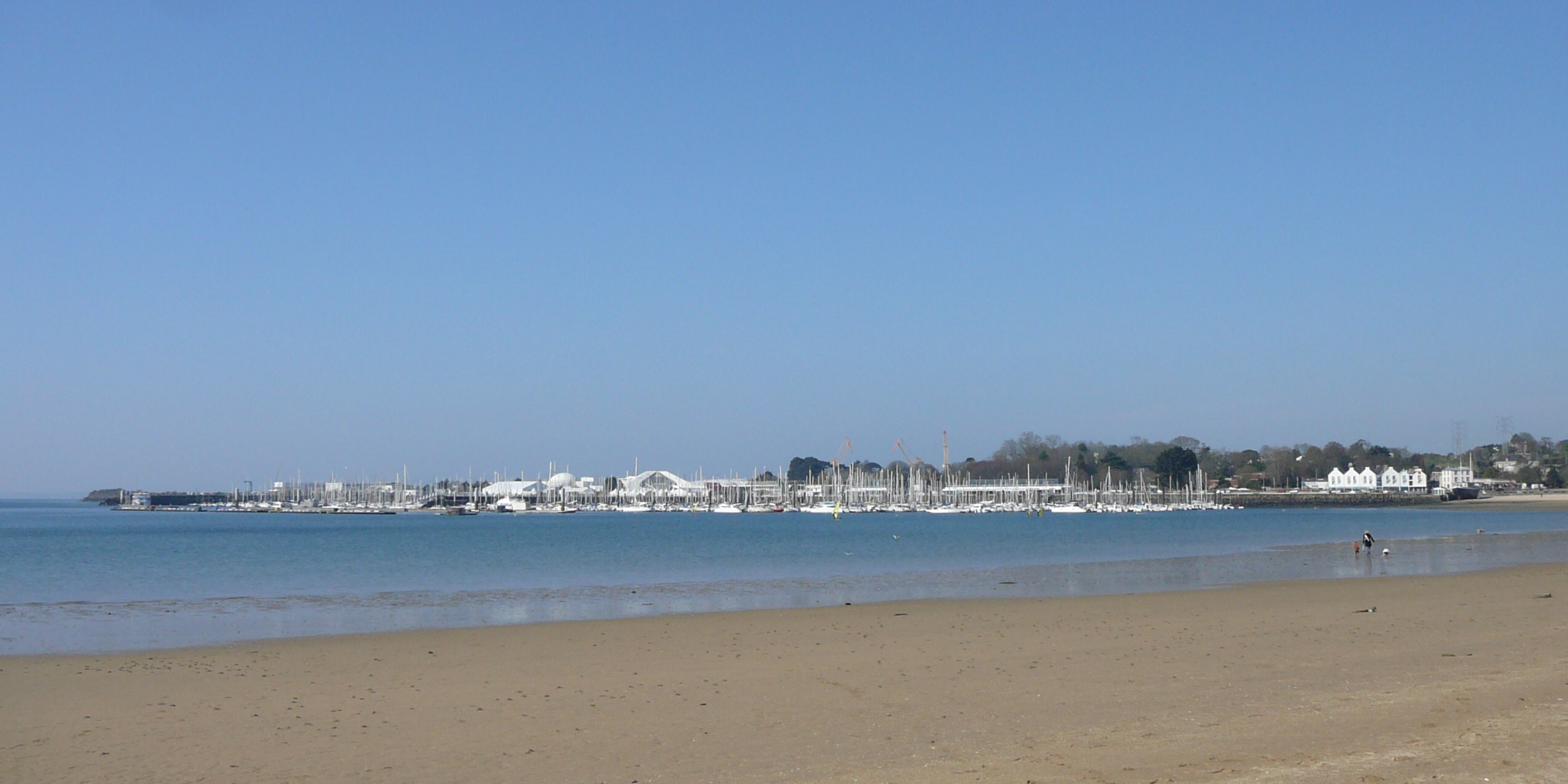
Il porto di Plaisance

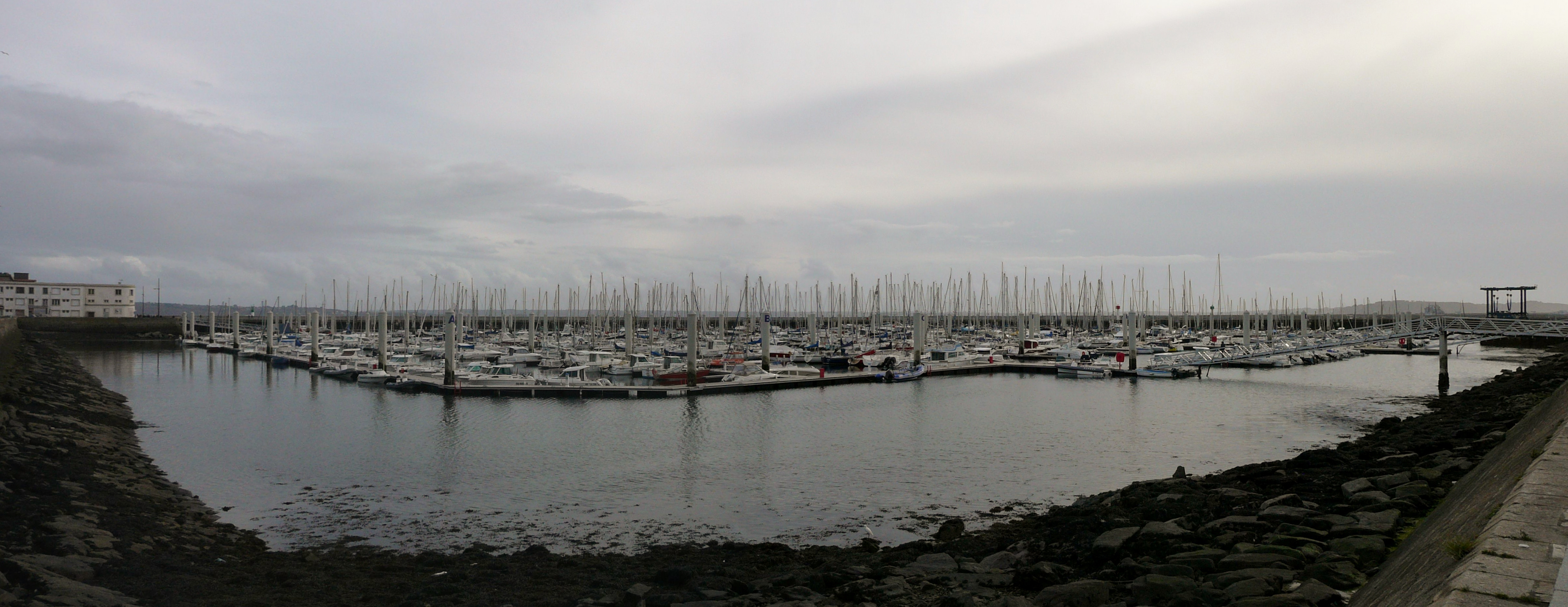
Il port du Château

Storicamente la città di Brest ha due porti: a est quello commerciale e a ovest quello militare. Quello militare è il secondo porto militare francese.
Recentemente si sono costruiti ed attrezzati nuovi porti, più che altro turistici. Tra quello militare e quello commerciale, proprio sotto il castello, si trova il porto del Castello (port du Château), un piccolo porto turistico per 575 posti che sorge su una superficie ceduta dalla marina nazionale nel 2009; qui solitamente si svolgono le grandi manifestazioni nautiche. Più a est invece, nei pressi di Oceanopolis, si erge il porto di Moulin Blanche, il più grande della Bretagna, con 1460 posti, costruito anch'esso nel 2009.
Il porto di Brest è soprattutto dedicato al trasporto di merci, di idrocarburi, ma anche per il trasporto passeggeri che vogliono andare verso la penisola di Crozon e verso le isole del mare d'Iroise (Île de Sein, Île-Molène, Ouessant).

## Amministrazione

### Cantoni
Fino al 2014 la città di Brest era suddivisa in 10 cantoni:
1. cantone di Brest-Bellevue, comprendeva parte della città di Brest
2. cantone di Brest-Cavale-Blanche-Bohars-Guilers, comprendeva parte della città di Brest e i comuni di Bohars e Guilers
3. cantone di Brest-Centre, comprendeva parte della città di Brest
4. cantone di Brest-Kerichen, comprendeva parte della città di Brest
5. cantone di Brest-L'Hermitage-Gouesnou, comprendeva parte della città di Brest e il comune di Gouesnou
6. cantone di Brest-Lambezellec, comprendeva parte della città di Brest
7. cantone di Brest-Plouzané, comprendeva parte della città di Brest e il comune di Plouzané
8. cantone di Brest-Recouvrance, comprendeva parte della città di Brest
9. cantone di Brest-Saint-Marc, comprendeva parte della città di Brest
10. cantone di Brest-Saint-Pierre, comprendeva parte della città di Brest

A seguito della riforma approvata con decreto del 13 febbraio 2014, che ha avuto attuazione dopo le elezioni dipartimentali del 2015, il territorio comunale della città di Brest è stato suddiviso in 5 cantoni:
- cantone di Brest-1: comprende parte della città di Brest
- cantone di Brest-2: comprende parte della città di Brest
- cantone di Brest-3: comprende parte della città di Brest e il comune di Plouzané
- cantone di Brest-4: comprende parte della città di Brest e i comuni di Bohars, Gouesnou e Guilers
- cantone di Brest-5: comprende parte della città di Brest

### Gemellaggi
Brest è gemellata con:
- Denver, dal 1956
- Plymouth, dal 1963
- Kiel, dal 1964
- Taranto, dal 1964
- Yokosuka, dal 1970
- Dún Laoghaire, dal 1984
- Cadice, dal 1986
- Saponé, dal 1989
- Costanza[16]

Ha inoltre un protocollo d'amicizia con:
- Béjaïa, dal 1995.

## Sport
A Brest è possibile effettuare molti sport, ad esempio: cricket, ciclismo, equitazione, golf, tennis, calcio, rugby, football americano, football gaelico e persino hockey su ghiaccio. Ma a Brest sono molto più diffusi gli sport acquatici: la vela, il kitesurfing, il kayak.
Dal 1901 Brest è centro dell'epica gara ciclistica di 1.200 km Parigi-Brest-Parigi. Spesso negli anni, presso la città passa il Tour de France.

### Strutture sportive
- 1 pista di pattinaggio
- 5 piscine coperte
- 2 velodromi
- 1 pista da bi-cross
- 3 campi da golf (nei dintorni della città)
- 1 swing golf
- 5 centri equestri
- 76 campi da tennis
- 1 sito naturale per l'arrampicata e 4 artificiali
- 1 aero-club
- 75 campi da rugby o calcio
- 90 palestre coperte
- 9 poligoni
- 1 pista da go-kart

### Squadre sportive di Brest
- Stade Brestois 29: calcio
- Étendard de Brest: pallacanestro
- Albatros de Brest: hockey su ghiaccio
- Brest Bretagne Handball: pallamano
- Tonnerre de Brest: football americano
- Gaelic Football Bro Leon: football gaelico

## Nella cultura di massa
- Il romanzo Querelle de Brest di Jean Genet è ambientato a Brest.
- Il film Querelle de Brest di Rainer Werner Fassbinder è ambientato in un'ipotetica Brest ricostruita in teatro di posa.
- La serie TV Dolmen è ambientata in Bretagna, più precisamente nei pressi di Brest e a Belle-Île.
- La canzone di Milva Canto a Lloret, scritta da Raffella Riva e arrangiata da Vangelis, contenuta nell'album Tra due sogni, fa riferimento alla città: Ma da nord est / come una luce brillò / verso Brest.
- La canzone dei Pooh "Il ragazzo del cielo (Lindberg)" scritta da Valerio Negrini e musica di Roby Facchinetti e Red Canzian, contenuta nell'album ""Boomerang, è inclusa la città di Brest dove c'è il porto: E nell'aria gelida finalmente scoppiò Un'aurora magica che la notte incendiò E si accese il mare sulla rotta dell'est Poi l'Europa nel sole, dietro al porto di Brest.